# .онлайн
.онлайн (punycode: .xn--80asehdb; кириллическое написание слова «online») — общий домен верхнего уровня. Домен поддерживает русский, украинский, белорусский, болгарский алфавиты.

## История
Согласно опубликованному ICANN в июне 2012 года списку заявок на новые домены верхнего уровня, среди 1930 заявок была заявка на домен .онлайн. Заявку на домен .онлайн подала компания CORE Association.
21 октября 2013 года ICANN сообщила, что 4 доменные зоны, в том числе .онлайн, успешно прошли все подготовительные этапы.
23 октября 2013 года ICANN объявила о делегировании домена верхнего уровня .онлайн в рамках программы new gTLD (новых доменов верхнего уровня). Это событие ознаменовало начало самого большого расширения системы доменных имен (DNS) от 22 существующих по состоянию на 2013 год gTLD до более 1400 возможных.
28 октября 2013 года компания Webnames.ru подписала соглашение об аккредитации и стала первым российским регистратором в доменном имени .онлайн.
Начало регистрации доменных имён в зоне .онлайн планировалось в декабре 2013 года. Ожидалось, что в период приоритетной регистрации, первыми в доменную зону .онлайн будут допущены органы государственной власти, приоритет получат правообладатели товарных знаков, которые успели внести их в специальный сервис — Trademark Clearinghouse, а также владельцы товарных знаков на кириллице, которые зарегистрированы по национальной процедуре.
С 16 января по 18 марта 2014 года проводилась приоритетная регистрация наименований (или аббревиатур) органов государственной власти; товарных знаков с официальной регистрацией в Депозитарии товарных знаков; товарных знаков, зарегистрированных на кириллице в России, Болгарии, Сербии, Македонии и на Украине; зарегистрированных товарных знаков латиницей, транслитерированных кириллицей; одновременно с приоритетной регистрацией велась внеприоритетная регистрация, но по высоким ценам, т. н. «премиальная регистрация».

## Регистрация
2 апреля 2014 года открылась регистрация в доменной зоне .онлайн для всех желающих.
По данным ресурса Ntldstats.com, по состоянию на 1 апреля 2014 года в зоне домена .онлайн было зарегистрировано 67 доменных имён, однако CORE Association считает эти цифры сильно заниженными.
По состоянию на 25 сентября 2014 года в зоне .онлайн, по данным сервиса Ntldstats.com, было зарегистрировано 2256 доменных имён.